# Le Tourneur
Pour les articles homonymes, voir Tourneur.
Le Tourneur est une ancienne commune française, située dans le département du Calvados en région Normandie, devenue le 1er janvier 2016 une commune déléguée au sein de la commune nouvelle de Souleuvre en Bocage.
Elle est peuplée de 632 habitants.

## Géographie
La commune est en Bocage virois. Couvrant 2 302 hectares, son territoire était le plus étendu du canton du Bény-Bocage. L'atlas des paysages de la Basse-Normandie classe les trois quarts nord et une frange sud de ce territoire dans l'unité du synclinal bocain qu'il caractérise par « une alternance de lambeaux boisés sur les crêtes et de paysages semi-ouverts ». Insérée entre ces deux secteurs, la vallée de la Souleuvre est considérée comme faisant partie de l'unité de la vallée de la Vire, aux paysages « variés mais déterminés par un encaissement profond du cours d’eau ». Le bourg est à 5 km au nord du Bény-Bocage, à 18 km au nord de Vire, à 18 km au sud-est de Torigni-sur-Vire et à 21 km au sud-ouest de Villers-Bocage.
Le bourg est traversé par la route départementale no 53 qui le relie au sud-est à la D 577 (ancienne route nationale 177 Caen-Vire-Mortain) et poursuit son parcours au nord-ouest vers Saint-Martin-des-Besaces. La D 109 s'y greffe à l'est du bourg et permet de rejoindre Le Bény-Bocage au sud. Le territoire est également parcouru au nord par la D 185c qui joint le bourg de Saint-Denis-Maisoncelles à la D 53 et au sud par la D 298 reliant la D 109 à la D 577 et permettant aux habitants du Bény-Bocage et du sud de la commune de prendre la direction de Caen. L'accès à l'A84 est à 8,5 km au nord du bourg, à Saint-Ouen-des-Besaces (sortie 41).
Le Tourneur est dans le bassin de la Vire, par son affluent la Souleuvre qui traverse le sud du territoire. Deux de ses affluents collectent l'essentiel de ses eaux : le Roucamps qui marque la limite avec La Ferrière-Harang à l'ouest et Saint-Martin-des-Besaces au nord-ouest, et le Courbençon qui passe au sud du bourg. Un ruisseau plus modeste draine la petite partie en rive gauche de la Souleuvre.
Le point culminant (242 m) se situe au nord-est, au lieu-dit la Montagne. Le point le plus bas (87 m) correspond à la sortie de la Souleuvre du territoire, au sud-ouest. La commune est bocagère.
Le climat est océanique, comme dans tout l'Ouest de la France. La station météorologique la plus proche est Caen-Carpiquet, à 37 km, mais Granville-Pointe du Roc est à moins de 70 km. Le Bocage virois s'en différencie toutefois pour la pluviométrie annuelle qui, au Tourneur, avoisine les 1 000 mm.
| Saint-Martin-des-Besaces (comm. nouv. de Souleuvre en Bocage)                                                          | Saint-Martin-des-Besaces (comm. nouv. de Souleuvre en Bocage) | Brémoy                                                       |
| La Ferrière-Harang (comm. nouv. de Souleuvre en Bocage), Saint-Denis-Maisoncelles (comm. nouv. de Souleuvre en Bocage) | du Tourneur                                                   | Saint-Pierre-Tarentaine (comm. nouv. de Souleuvre en Bocage) |
| Carville (comm. nouv. de Souleuvre en Bocage)                                                                          | Le Bény-Bocage (comm. nouv. de Souleuvre en Bocage)           | Saint-Pierre-Tarentaine (comm. nouv. de Souleuvre en Bocage) |

## Toponymie
Le nom de la localité est attesté sous la forme Tourneor en 1155, Sanctus Martinus de Torneor en 1198 (magni rotuli, p. 94, 2), Le Tournoir en 1420 (cartulaire d’Ardennes).
L'origine du toponyme est attribuée à une activité potière.
Le gentilé est Tournerais.

## Histoire
Le Tourneur fut chef-lieu d'une sergenterie de vingt-deux paroisses au Moyen Âge.
Le 1er janvier 2016, Le Tourneur intègre avec dix-neuf autres communes la commune de Souleuvre-en-Bocage créée sous le régime juridique des communes nouvelles instauré par la loi no 2010-1563 du 16 décembre 2010 de réforme des collectivités territoriales. Les communes de Beaulieu, Le Bény-Bocage, Bures-les-Monts, Campeaux, Carville, Étouvy, La Ferrière-Harang, La Graverie, Malloué, Montamy, Mont-Bertrand, Montchauvet, Le Reculey, Saint-Denis-Maisoncelles, Sainte-Marie-Laumont, Saint-Martin-des-Besaces, Saint-Martin-Don, Saint-Ouen-des-Besaces, Saint-Pierre-Tarentaine et Le Tourneur deviennent des communes déléguées et Le Bény-Bocage est le chef-lieu de la commune nouvelle.

## Politique et administration
| Période                                  | Période        | Identité          | Étiquette | Qualité     |
| ---------------------------------------- | -------------- | ----------------- | --------- | ----------- |
| v. 1850                                  |                | Alcide Duhamel    |           |             |
| mars 1977                                | mars 2001      | Gilbert Chardine  | SE        |             |
| mars 2001                                | septembre 2010 | Robert Lefrançois | SE        | Agriculteur |
| novembre 2010                            | décembre 2015  | Didier Duchemin   | SE        | Facteur     |
| Les données manquantes sont à compléter. |                |                   |           |             |

Le conseil municipal était composé de quinze membres dont le maire et deux adjoints. Ces conseillers intègrent au complet le conseil municipal de Souleuvre-en-Bocage le 1er janvier 2016 jusqu'en 2020 et Didier Duchemin devient maire délégué.

## Démographie
En 2022, la commune comptait 632 habitants. Depuis 2004, les enquêtes de recensement dans les communes de moins de 10 000 habitants ont lieu tous les cinq ans (en 2008, 2013, 2018, etc. pour Le Tourneur) et les chiffres de population municipale légale des autres années sont des estimations.
Le Tourneur a compté jusqu'à 1 832 habitants en 1831.
| 1793  | 1800  | 1806  | 1821  | 1831  | 1836  | 1841  | 1846  | 1851  |
| ----- | ----- | ----- | ----- | ----- | ----- | ----- | ----- | ----- |
| 1 691 | 1 790 | 1 644 | 1 733 | 1 832 | 1 830 | 1 735 | 1 666 | 1 684 |

| 1856  | 1861  | 1866  | 1872  | 1876  | 1881  | 1886  | 1891  | 1896  |
| ----- | ----- | ----- | ----- | ----- | ----- | ----- | ----- | ----- |
| 1 575 | 1 544 | 1 477 | 1 336 | 1 357 | 1 257 | 1 238 | 1 252 | 1 203 |

| 1901  | 1906  | 1911  | 1921 | 1926 | 1931 | 1936 | 1946 | 1954 |
| ----- | ----- | ----- | ---- | ---- | ---- | ---- | ---- | ---- |
| 1 148 | 1 145 | 1 034 | 870  | 897  | 865  | 865  | 821  | 785  |

| 1962 | 1968 | 1975 | 1982 | 1990 | 1999 | 2008 | 2013 | 2018 |
| ---- | ---- | ---- | ---- | ---- | ---- | ---- | ---- | ---- |
| 738  | 687  | 593  | 527  | 506  | 500  | 577  | 624  | 642  |

| 2019 | - | - | - | - | - | - | - | - |
| ---- | - | - | - | - | - | - | - | - |
| 645  | - | - | - | - | - | - | - | - |

## Lieux et monuments
- Église Saint-Martin (XVIIIe siècle et reconstruction). Avant les opérations destructrices de la bataille de Normandie, l'édifice abritait plusieurs œuvres classées à titre d'objets aux Monuments historiques[21]. Elles furent toutes détruites.
- Mairie-école du XIXe siècle.
- Chapelle Saint-Quentin, au hameau Feuillet, avec statue en bois polychrome de saint Quentin. La chapelle est un important lieu de pèlerinage, saint Quentin étant réputé pour sa faculté de guérir la coqueluche. Un cahier de demandes est à la disposition des pèlerins qui souvent déposent un linge appartenant au malade sur un réceptacle derrière l'autel[22].
- Vallée de la Souleuvre.
- Château des Noyers. Construit dans les années 1830 à proximité d'un ancien château démoli par le nouveau propriétaire à cause de sa vétusté, le bâtiment a la réputation d'être hanté depuis 1875, année où de nombreux phénomènes inexpliqués commencèrent à s'y produire. Ceux-ci, des voix, cris et bruits très forts et des déplacements d'objets, furent attestés par de nombreux témoins et ont été soigneusement décrits par les propriétaires de l'époque, Ferdinand Lescaudey de Manneville et son épouse Pauline de Cussy, et publiés dans les Annales des Sciences Psychiques en 1893[23]. Habité jusqu'en 1984, année où il fut détruit par un incendie[24], le château est actuellement à l'abandon et suscite toujours l'intérêt des amateurs de parapsychologie et des spectacles y sont organisés[25]. Il est à noter que le précédent château avait déjà la réputation d'être hanté[23].
- Moulin de la Flagère construit au XIe siècle, au bord de la Petite Souleuvre.
- Le monument aux morts, situé dans le cimetière. Il inclut la statue du Poilu au repos, réalisée par Étienne Camus.

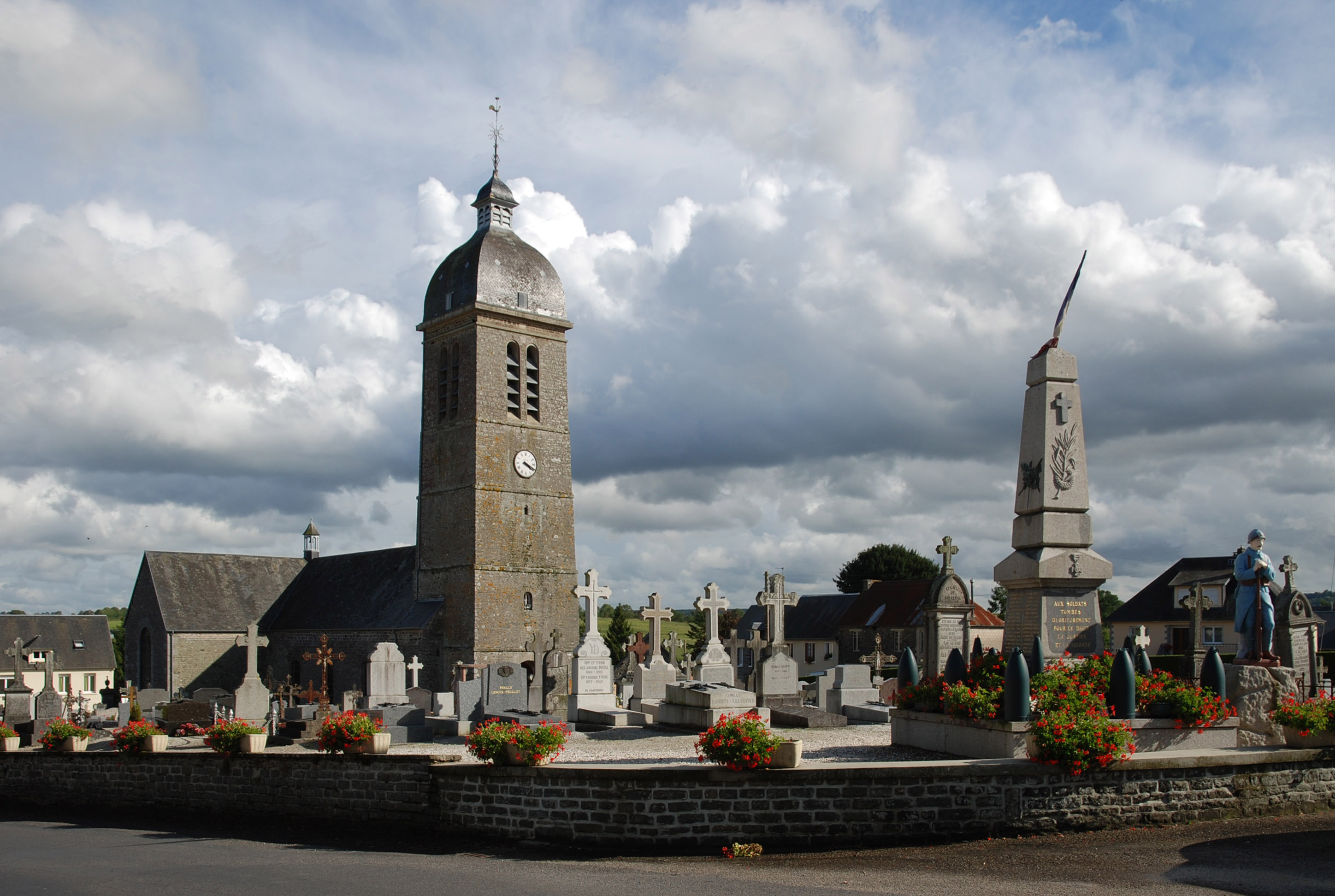
L'église Saint-Martin et le monument aux morts.
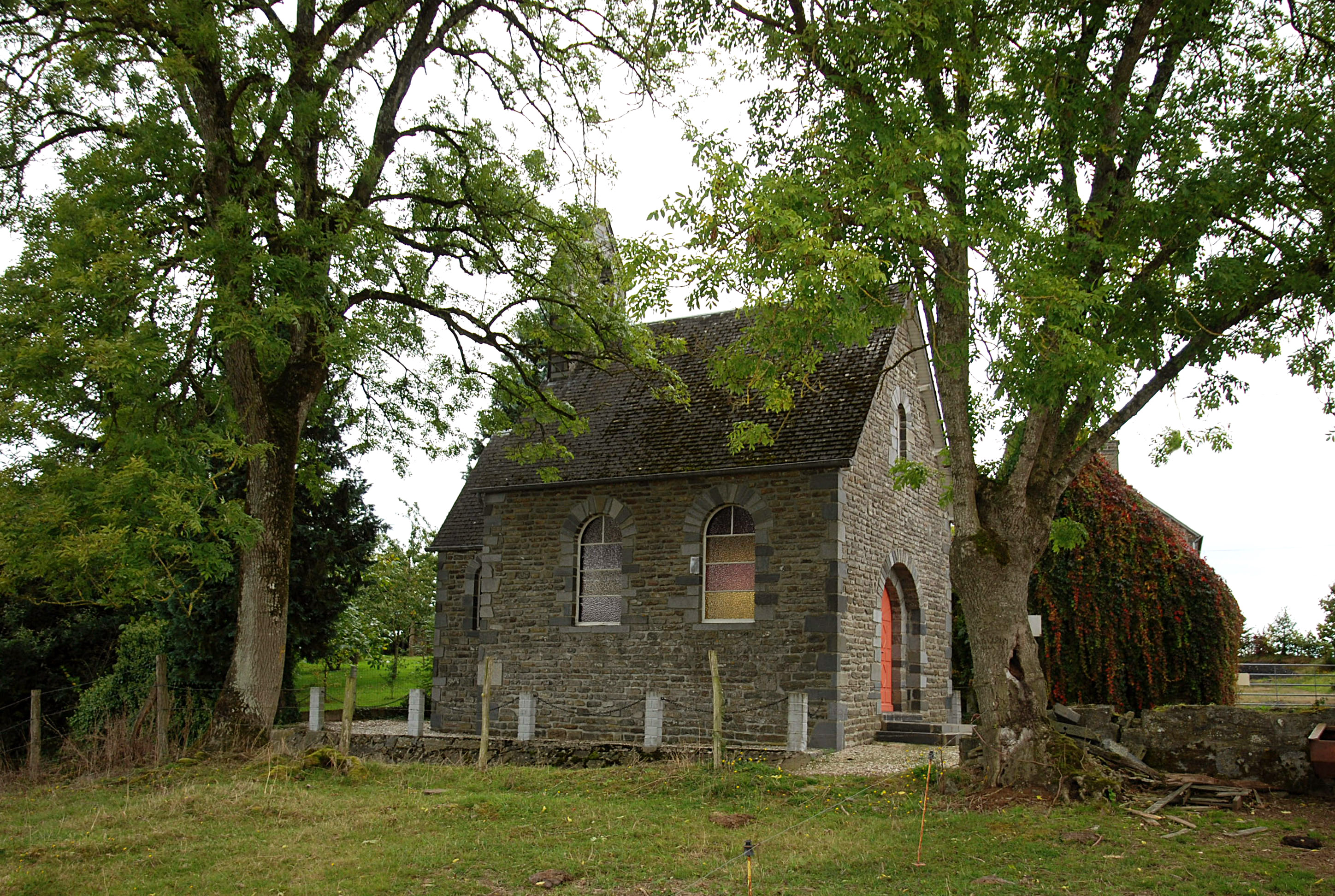
La chapelle Saint-Quentin. (Feuillet)
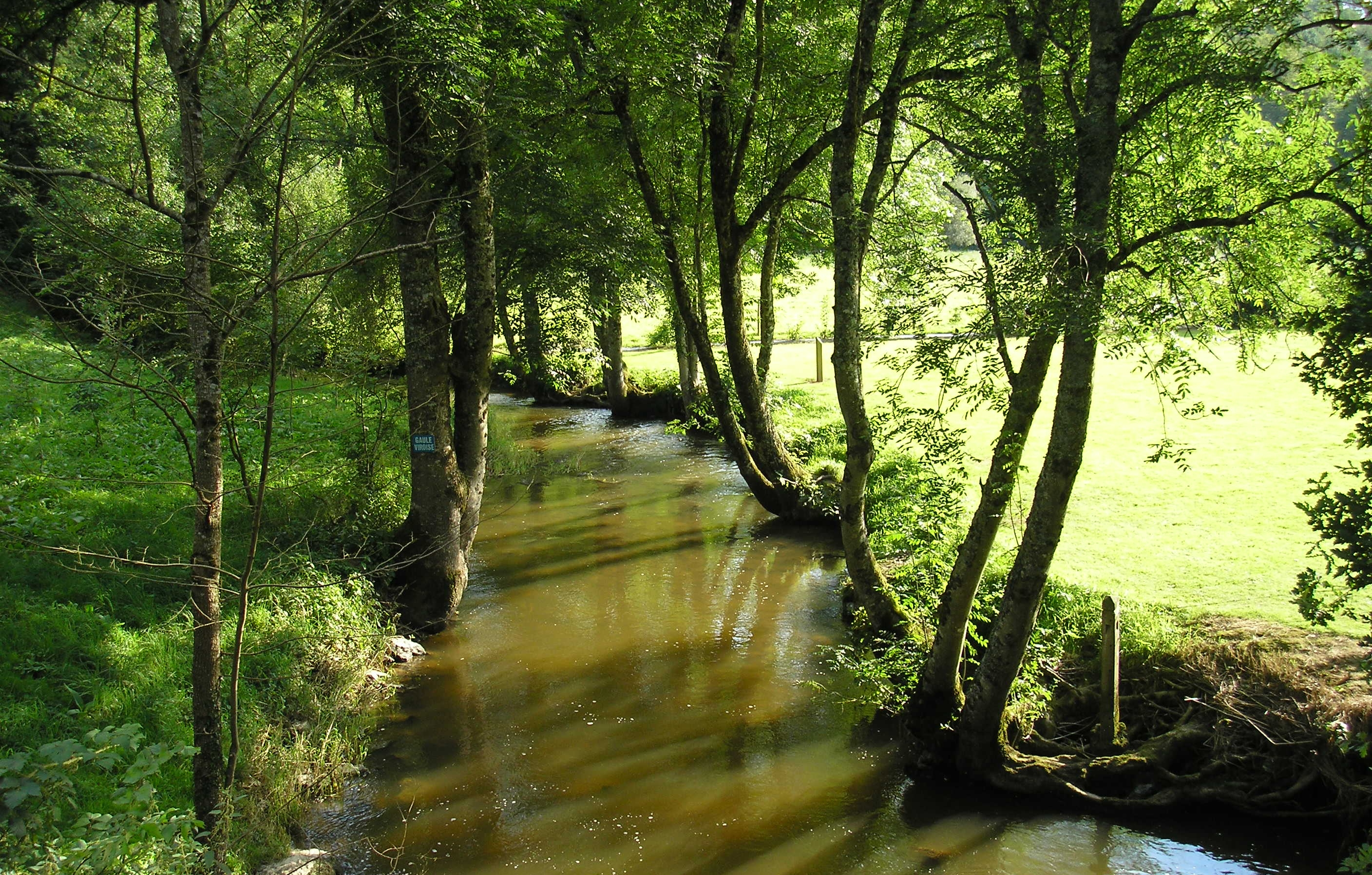
La Souleuvre au Moulin Pinel.
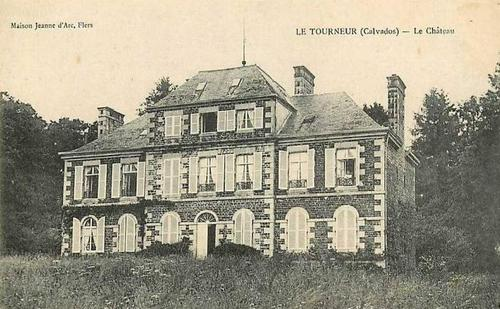
Le château des Noyers.

## Activité et manifestations

### Sports
L'Union sportive du Tourneur fait évoluer une équipe de football en division de district.

### Manifestations
Chaque année depuis 1969, l'un des premiers week-ends de printemps (deuxième quinzaine de mars), est célébrée la fête des jonquilles dans la vallée d'un affluent de la Souleuvre, le Courbançon. Cette manifestation attire au Tourneur de nombreux Bocains.